# جوش (فلم هندي)
جوش (الديوناكري : जोश، الترجمة : "نوبة أو جنون مؤقت") هو فيلم هندي صدر في 9 حزيران عام 2000 للمخرج منصور خان من بطولة نخبة من نجوم السينما البوليودية شاه روخ خان، آيشواريا راي، شاندراشور سينغ، شراد كابور، بريا جيل، وفيفيك فاسواني. حقق الفيلم ضعف ميزانيته في شباك التذاكر بحصيلة فاقت 33 مليار روبية مقابل ميزانية قدرت ب17 مليار روبية مامكنه من احتلال رابع أعلى الإيرادات في الهند لنفس العام.

## الحبكة
تعيش عصابتان متنافستان في الشوارع - "النسور"، وهم من السكان المحليين، و"البيشوز" ("العقارب")، وهم مهاجرون، في بلدة فاسكو، جوا. يقود البيشوز براكاش شارما، بينما يقود النسور ماكس دياس.
يستخدم براكاش، وهو من الجانحين، عصابته للانخراط في أنشطة غير مشروعة داخل سوق العقارات في فاسكو. ماكس وشقيقته التوأم شيرلي يتيمين ينتميان إلى طاقم دراجات نارية محلي مع الأعضاء الآخرين في النسور. العصابتان عدوتان لدودتان وقد حددتا حدود البلدة لتجنب المناوشات. وعادة ما يمنعهما الأب جاكوب أو مفتش البلدة من القتال.
يصل راؤول شقيق براكاش وهو طاهٍ متعلم جيدًا يعمل في
مومباي لزيارة فاسكو بعد عامين، عازمًا على اصطحاب عائلته معه إلى مومباي. يقرر راؤول القيام بجولة في فاسكو وإعادة اكتشاف حبه للمدينة. أثناء وجوده في أراضي عصابة النسور، يرى راؤول شيرلي ويقع في حبها في النهاية، ويقرر الاستقرار في فاسكو وفتح متجر معجنات. يصبح راؤول دون علمه جزءًا من التنافس بين النسور وبيتششو ويقترب من شيرلي، لكن ماكس والنسور، الذين لم يوافقوا على انتقال راؤول، دمروا المتجر وأغرقوا راؤول في ديون كبيرة لمالك الأرض.
يخطط براكاش، الذي يحتاج بشدة إلى المال، للاستيلاء على أرض القرية. كانت الأرض مملوكة تاريخيًا لألبرتو فاسكو، مالك القرية بأكملها والرجل الذي سميت المدينة باسمه. يكتشف راؤول أن الأرض قد انتقلت من ألبرتو إلى امرأة تدعى ماري آن لويز. دون علم بمخططات براكاش، يزور راؤول العنوان المدرج للسيد فاسكو ويكتشف أن ماري كانت مستأجرة في فيلا روز في 13، شارع تشيرتشل، والتي كانت مملوكة للسيدة ديكوستا منذ اثنين وعشرين عامًا. يعلم راؤول من السيدة ديكوستا أن ماري هي والدة ماكس وشيرلي وأن التوأم هما الطفلان غير الشرعيين لألبرتو فاسكو، المولود عام 1958.
يخطط راؤول للكشف عن هذه المعلومات لشيرلي في شكل رسالة، لكنها تقع في أيدي براكاش. يخطط براكاش لتزويج راؤول من شيرلي وقتل ماكس أيضًا من أجل الحصول على أرض ألبرتو فاسكو الثمينة بقيمة 20 lakhs. عندما يحاول براكاش قتل ماكس، يندلع قتال دموي ويطلق ماكس النار على براكاش عن طريق الخطأ، أثناء دفاعه عن نفسه. يتم القبض على ماكس وتتسبب محاكمته في حدوث خلاف بين شيرلي وراهول حيث يعتقد أن براكاش ذهب إلى ماكس فقط ليطلب منه شيرلي وقتله ماكس دون سبب. قبل أن يتلقى ماكس حكمه، يعلم راهول الحقيقة ويدافع عن ماكس في المحكمة ويعترف أيضًا بنوايا براكاش الحقيقية، من خلال تقديم مستندات تثبت أن الأرض التي حاول براكاش الحصول عليها كانت إرث ماكس وشيرلي حيث أن ألبرتو فاسكو، والدهم الحقيقي الذي نأى بنفسه عن أطفاله، وضعها باسم والدتهم. عند سماع هذا، استنتج القاضي أن تصرف ماكس كان عملاً من أعمال الدفاع عن النفس. يتم إطلاق سراح ماكس ويطلب من راهول المغفرة ويده للزواج من شيرلي، وبالتالي توحيد النسور والبيتشو مع بعضهم البعض.

## روابط خارجية
- مقالات تستعمل روابط فنية بلا صلة مع ويكي بيانات